# 雁溪乡
雁溪乡，是中华人民共和国浙江省丽水市景宁畲族自治县下辖的一个乡镇级行政单位。

## 行政区划
雁溪乡下辖以下地区：
雁溪村、石梯村、大丘田村、梅坞村、柘湾村、东山村、黄桐村和浮亭岗村。